# Skeletor
Skeletor és un personatge fictici i el principal antagonista de Masters of the Universe, la franquícia creada per Mattel. És l'archienemic de He-Man. Se li mostra com un humanoide blau musculós amb una capa sobre el seu crani descarnat. L'Skeletor preten conquerir el Castell de Calaveragrisa per obtenir els seus antics secrets, els quals li farien imparable i capaç de conquistar i dominar el món fictici d'Eternia. No obstant això, la incompetència dels seus esbirros resulta sempre un impediment per a aconseguir les seves ambicions.
A la sèrie de 2002, Skeletor havia estat un bruixot anomenat Keldor la cara del qual va ser accidentalment ruixada amb un líquid corrosiu, per la qual cosa va perdre el seu rostre.

## Aparicions

### Mineternia: Els minicómics previs a Filmation[4]
El primer minicómic que va acompanyar a les joguines dels Amos de l'Univers en la línia 1981-1983 presenten la versió més primerenca de continuïtat de la història i mostren diverses diferències respecte de la més coneguda sèrie d'animació realitzada per Filmation, així com d'altres minicómics que la van complementar. A He-Man se'l representava amb prou feines com un superhumà que acabdillava a una tribu d'habitants salvatges de l'Edat de Pedra. No existien llavors la cort reial d'Eternia, el Rei Randor, la Reina Marlena o el príncep Adam.
Aquests primers minicómics (que de fet eren més com a llibres de contes, amb una sola imatge per pàgina amb la prosa al peu) establia originalment que Skeletor era un ésser d'una altra dimensió, habitada per uns altres “del seu tipus”. Durant “les Grans Guerres”, —un concepte ambigu que no es té en compte posteriorment en la línia de continuïtat—un forat s'obre en la paret dimensional i Skeletor passa a través d'aquest cap a Eternia. A diferència de les representacions subseqüents de Skeletor, la principal motivació d'aquest villà era reobrir l'esquerda entre el seu món i Eternia per a permetre a la seva raça envair i conquerir Eternia. Aquesta era la raó inicial que es va establir darrere del desig d'Skeletor per a obtenir els poders del Castell de Calaveragrisa, no solament per la cerca de poder per al seu propi benefici, tal com és el cas de les posteriors representacions del personatge. No obstant això, pel fet que aquestes primeres encarnacions de la franquícia van durar molt poc temps, la majoria de les preguntes sobre aquesta versió dels orígens de Skeletor romanen sense resposta.

### He-Man i els senyors de l'UniversFilmation(1983)
En la sèrie animada de la dècada de 1980, Skeletor és un antic aprenent d'Hordak, el líder de l'Horda del Terror. Quan Hordak i la seva Horda envaeixen Eternia i assetgen el palau real, aquest entra en el palau i segresta a un dels fills bessons dels reis, encara bebès. Duncan i la guàrdia reial capturen a l'aprenent d'Hordak, Skeletor, i l'obliguen a indicar-los el parador del seu mestre, qui ha marxat a la seva base d'operacions a la Muntanya Serp. Quan Hordak és arraconat obre un portal dimensional aleatori (posteriorment es revela que va ser el que l'havia portat a Eternia) i escapa amb la princesa Adora. Skeletor va romandre en Eternia, va aixecar per si mateix a un exèrcit de poderosos sequaços i va assumir com el governant de la Muntanya Serp. El principal objectiu de Skeletor és conquistar el misteriós Castell de Calaveragrisa, d'on He-Man obté els seus poders. De tenir èxit, Skeletor podria conquistar, no sols Eternia, sinó tot l'univers. Al mateix temps, l'altre objectiu d'aquest villà és venjar-se d'Hordak i enderrocar a l'Horda del Terror en la seva lluita per conquistar l'univers. Skeletor va aparèixer en 71 dels 130 episodis de l'animació de He-Man de la dècada de 1980 (33 episodis en la primera temporada i 38 en la segona).

### She-Ra, la princesa del poderFilmation (1985)
També Skeletor va aparèixer en alguns episodis de la sèrie animada de She-Ra, la germana bessona de He-Man, en les dues temporades. Cada vegada que visita Etheria, el seu objectiu principal és venjar-se del seu antic mestre Hordak, a qui ho considera també el seu arxienemic. La seva venjança, ha comptat algunes vegades amb l'ajuda de diversos integrants que conformen l'exèrcit de l'Horda, els qui tenen disposats per trair al seu amo, líder i dictador dels hordians, amb l'excepció de la seva mascota Imp. Quan Skeletor s'enfronta contra Hordak, She-Ra amb els seus amics, els valents rebels i algunes vegades amb la col·laboració del seu germà He-Man, aconsegueixen aturar la baralla de tots dos i d'expulsar a Skeltor d'Etheria.

### Minicómics posteriors a la sèrie de Filmation
Una sèrie de minicómics va seguir la cancel·lació de la sèrie animada de Filmation, la qual pot ser com una continuació de l'univers de la sèrie. No obstant això, existeixen encara diverses contradiccions; aquí es dona a entendre que Skeletor és de fet Keldor, el germà perdut del rei Randor.
Aquesta implicació ocorre específicament en el minicomic de 1986 amb el títol "La cerca de Keldor", una història que involucra al príncep Adam i a Randor mentre busquen al germà perdut d'aquest. Quan Skeletor s'assabenta de la seva missió, considera que “ells no han de descobrir mai el secret de Keldor”, suposant que la revelació de la veritat produirà la seva destrucció.
En aquesta història el rei Randor anuncia que Keldor va desaparèixer fa ja molts anys, "ell pensava a dominar la màgia quan els seus experiments van sortir malament i va quedar atrapat en una dimensió més enllà del temps”. Un dels pocs elements de la història prèvia d'Skeletor que roman consistent en les diverses continuïtats és el fet que ell va arribar a Eternia des d'una altra dimensió.
És probable que la declaració de Randor sobre la desaparició de Keldor en una altra dimensió és un intent de reconciliar a Skeletor com a oncle de He-Man amb els seus orígens fora d'Eternia. Per a descobrir què va succeir amb Keldor, Randor i els embruixadors intenten mirar a través d'un vòrtex espaitemps que s'obre una vegada a l'any.
Llavors Randor assenyala que “Crec veure a Keldor...o és això…” abans que el pugui veure res més, Skeletor apareix, amb tota la intenció de detenir qualsevol altra troballa. Encara que Skeletor és derrotat, aquest aconsegueix prevenir que Randor descobreixi la sort que ha corregut Keldor ja que el vòrtex es tanca de nou fins a l'any vinent.
El frenètic esforç de Skeletor per a ocultar el que va passar amb Keldor conjuminat al fet que Keldor es va esvair cap a una altra dimensió quan intentava convertir-se en un gran mag, és pres com un fort indici que tots dos personatges són, de fet, el mateix. Desafortunadament, pel fet que la sèrie original de joguines dels Amos de l'Univers va deixar de produir-se abans que la història pogués concloure's, mai es va revelar si això estava previst oficialment.
Steven Grant, l'escriptor a sou del minicómic en qüestió, va declarar en una entrevista publicada a he-man.org que “Fins on recordo, Keldor era Skeletor...però no penso que alguna vegada es revelés...Em sembla recordar que això era una de les coses que Mattel va incloure inesperadament...de Slur Keldor acabes amb Skeletor...la seva història prèvia no va anar realment resolta. Algun tipus d'energia còsmica maligna el va afectar. Crec que anaven per una espècie de Darth Vader, però va ser una tàctica... La idea principal era que si descobrien que Skeletor era Keldor, podrien trobar què l'havia transformat i la manera de revertir-ho”
En la nova continuïtat de la sèrie animada de 2002, sense cap dubte Skeletor és originalment Keldor. No obstant això, semblava poc probable que estigués relacionat amb Randor en aquesta continuïtat, atès que té la pell blava de Skeletor i altres petites característiques no humanes mentre encara era Keldor. En una entrevista per al situat he-man.org a un dels productors de la sèrie, es revela que Keldor és el germanastre de Randor perquè tenen mares diferents.
En la línia de joguines “Màster of the Universe Classics” s'introdueix un desenvolupament addicional del personatge. Aquesta línia ha ofert una major profunditat en els orígens dels personatges dels Amos de l'Univers i la concurrència de tots els orígens en un intent per crear una nova continuïtat coherent. D'acord amb aquesta història prèvia, Keldor és el germanastre de Randor. la mare de Keldor va ser membre de la raça Gar i va ser expulsat del castell a causa de la seva herència Gar. Llavors Keldor va vagar per Eternia a la recerca de coneixement i, eventualment va aprendre d'Hordak les arts fosques. Després d'això, cerca unir Eternia sota el seu comandament i baralla amb el seu propi germanastre amb el seu exèrcit de desposseïts. Després de perdre la batalla i, en un intent desesperat per sobreviure, torna amb Hordak, el seu mentor, qui el fusiona amb una entitat coneguda com a Demo-man. Keldor i aquesta entitat junts formen a Skeletor.

### Masters of the Universe(pel·lícula de 1987)
Skeletor va ser el vilà principal en la pel·lícula d'acció en viu Masters of the Universe de 1987, el que va ser interpretat per Frank Langella. Atès que es tractava d'una pel·lícula d'imatge real, Skeletor va poder ser un personatge més amenaçador i menys còmic. Amb la finalitat de preparar-se per al seu paper, Langella havia realitzat preguntes als seus fills sobre el personatge i mirat la sèrie. En el transcurs de la pel·lícula, Skeletor captura el castell Grayskull i presa com a presonera a la Fetillera. Després, absorbeix el poder del Gran ull i es transforma en un déu guerrer amb armadura d'or, però finalment és derrotat per He-Man. La versió de Langella porta un abillament més de la reialesa, en comptes d'utilitzar el color morat, va vestit completament de negre i el seu vestit és menys escàs perquè el cobreix completament amb una túnica i una capa. L'acompliment de Langella és ben reconegut pels crítics i admiradors com un punt àlgid de la pel·lícula. El propi Langella ha esmentat diverses vegades que Skeletor ha estat un dels seus papers favorits en tota la seva carrera.

### Les noves aventures de He-Man(1990)
A la sèrie de Les noves aventures de He-Man Skeletor apareix amb un nou equipament, armadura en el pit, implants cibernètics i una capa de color malva. Skeletor enganya a Hydron i Flipshot, guardians galàctics, en fer-los pensar que ell és la força del bé que necessiten per a salvar a Primus, el seu planeta natal, quan en realitat ells estaven buscant a He-Man. Incapaços de decidir qui és bo i qui és dolent, tant Skeletor com He-Man són enviats al planeta futurista de Primus, on Skeletor mostra la seva veritable naturalesa malvada als habitants del planeta quan reben l'atac dels mutants. Skeletor i el líder mutant, Flogg, arriben a un acord: Skeletor ajudarà a Flogg a conquistar Primus a canvi que aquest l'ajudi a destruir a He-Man. Una de les condicions de Flogg és que ell seguirà al comandament dels mutants. Skeletor accepta la condició i és capaç de manipular i controlar a Flogg després de bastidors, mentre per si mateix s'enforteix amb la finalitat de ser reconegut tant pels mutants com pels habitants del planeta.
En l'episodi "Espasa i bàcul", Skeletor troba un poderós cristall en la lluna Nordor i absorbeix el seu poder, la qual cosa el torna més poderós i malvat que mai , així també, canvia la seva aparença dràsticament; una cara groga amb ulls vermells, una armadura i casc nous els quals estan basats en la joguina "Skeletor discos de la mort". Al llarg de la sèrie Skeletor elabora diverses estratègies per a destruir a He-Man i conquistar Primus.
No obstant això la sèrie de Les noves aventures segueix la continuïtat de la de Filmation, aquí Skeletor és un personatge una miqueta diferent. Té un sentit de l'humor sarcàstic i sovint riu i fa bromes; presa les seves pròpies fallades amb un millor humor que en les sèries prèvies. Manté, a més, una relació genuïna amb Crita, una mutant de pell habitada, i fins i tot balla amb ella en un episodi. També treballa amenament amb Flogg, Slush Head i els altres mutants, com a part del seu equip i així també té una mascota anomenada Gur. Encara que sovint mostra una actitud més relaxada, quan s'enfureix es converteix en un maniàtic i arremet contra els que ho envolten amb fúria. En general, en aquesta sèrie Skeletor és representat com un personatge molt més competent i amenaçador, malgrat les seves línies còmiques habituals.
La primera línia de joguines de "Les Noves Aventures", la qual va ser comercialitzada simplement com "He-Man", va donar una explicació diferent de com He-Man i Skeletor van acabar en el futur per mitjà d'un minicómic empacat al costat de diverses figures, així també, de fet, va proveir una raó per als additaments cibernètics que Skeletor emprava en els nous primers episodis de televisió de "Les Noves Aventures”. En aquest minicómic, Skeletor també va descobrir que He-Man i el príncep Adam eren la mateixa persona, només perquè Adam es convertís en He-Man de manera permanent. La sortida d'energia produïda per aquest canvi definitiu de príncep a guerrer va ser parcialment la raó per a la nova aparença cibernètica de Skeletor, quan per a aquest personatge es torna urgent prendre mesures dràstiques per a donar tractament a les ferides sofertes que, d'una altra manera, haguessin estat fatals.

### He-Man i els Amos de l'Univers(2002)
En aquesta nova versió, Skeletor havia estat un guerrer anomenat Keldor, qui practicava arts fosques. Keldor es va alliçonar en els procediments de la màgia negra en invocar a Hordak, qui estava atrapat en Despondos, la dimensió fosca. Keldor va reunir una petita banda de guerrers per a atacar el Palau de la Saviesa. L'assalt va ser resistit pel capità Randor i els seus oficials; Keldor va barallar amb Randor cos a cos, brandant dues espases amb sorprenent mestratge, però quan Randor va aconseguir desarmar-ho, Keldor li va llançar una ampolla d'àcid. Randor va desviar l'ampolla amb el seu escut, i l'àcid va esquitxar la cara de Keldor.
Kronis va cridar a retirada, i Evil-Lyn va traslladar a Keldor al santuari de Hordak, on Keldor el va invocar amb la finalitat de salvar la seva vida. Keldor va estar disposat a pagar qualsevol preu per la seva vida, llavors Hordak el va transformar, i així els teixits danyats van ser remoguts del seu crani i li va posar el sobrenom de Skeletor; d'aquesta manera el cap de Keldor va quedar completament descoberta de teixits tous, la qual cosa solament va deixar un crani flotant. Quan Keldor va veure la seva nova aparença, va començar a riure de manera maniàtica; l'incident potser havia acabat amb el seny que Keldor encara tenia. Aparentment Hordak pot parlar telepáticamente amb Skeletor des de Despondos, la qual cosa provoca en Skeletor un gran sofriment.
Atrapat en l'Hemisferi Fosc per la Muralla Mística, Skeletor va dissenyar una màquina que va poder derrocar-la, però va requerir del Cristall Corodite com a font d'energia. Quan He-man aconsegueix rescatar el cristall, Skeletor va destruir la muralla mística i va tornar amenaçadora a Eternia.
A diferència de les seves aparicions prèvies, Skeletor no està interessat al castell de calaveragrisa de manera immediata, sinó fins que un monstre peix gegant engoleix les restes del Cristall Corodite - fent-ho famolenc de poder-és que es dirigeix al Castell de Calaveragrisa. Els guerrers d'Eternia, dirigits per Man-At-Arms i He-Man, detenen al monstre, portant a Skeletor a qüestionar-se què era allò pel que valia morir que estava dins d'un munt de pedres. Al mateix temps, els Guerrers Heroics es troben preparats i disposats a permetre la caiguda de Calaveragrisa, i ho haurien fet de no ser per les insistències de Man-At-Arms qui havia estat engolit pel monstre. Skeletor ataca directament el castell al costat del seu consell del mal: ell mateix, el Comte Març, Evilseed, els tres gegants malvats i Webstor. Quan el rei Hiss i l'home serp són alliberats de Void, Hiss captura a Skeletor, sent aquest devorat per una serp gegant, no obstant això, Skeletor aconsegueix escapar després que els Amos de l'Univers derroten a Hiss.
Skeletor destrueix llavors el santuari de Hordak per a prevenir que retornés, malgrat que Skeletor li devia la vida a aquest. Skeletor no volia finalitzar el seu tracte, i alliberar a Hordak de Despondos, perquè ell desitjava Eternia per a si mateix. Al final de la segona temporada, el rei Hiss reviu a Serpos, el déu serp, el qual havia estat transformat a la Muntanya Serp pels antics; Skeletor i els seus sequaços estaven dins de la muntanya en aquest moment. Encara que Serpos és derrotat i tornat a la seva forma de muntanya.
Si s'hagués produït una tercera temporada de la sèrie, s'hagués vist a Skeletor i He-Man bregar amb la invasió de l'Horda i al poderós Hordak, qui se suposa seria derrotat per Skeletor. Aquesta temporada hauria mostrat també a Skeletor com a còmplice en el rapte de la germana bessona de He-Man, She-Ra, i com ell l'enviava a Hordak perquè aquest la criés.
En la sèrie, Skeletor és novament retratat com un bully amb els seus sequaços però amb major malícia, utilitzant les seves poderoses habilitats per a amenaçar o silenciar als seus seguidors. També els culpa constantment per les seves derrotes en mans dels Amos de l'Univers i exerceix una política de terror, la qual cosa el torna d'alguna manera diferent en relació amb el rei Hiss. Diversos episodis acaben amb Skeletor castigant o torturant als seus sequaços per les seves falles. També, com en versions anteriors, se li mostra sense lleialtat cap als seus seguidors, com succeeix en els últims episodis de la primera temporada on ell envia als seus propis guerrers cap a un parany en la qual són capturats únicament amb la finalitat d'apaivagar als Amos de l'Univers amb una falsa sensació de seguretat. Ell fins i tot va tan lluny com per a reemplaçar-los amb el seu “Consell del Mal”. Malgrat això, se li retrata com a assedegat de poder i indisposat per a compartir els seus botins de guerra, tal com es va demostrar quan li diu al comte Març que només li donarà una recompensa si li plau, quan va ser qüestionat sobre si repartiria una mica del Castell de Calaveragrisa.
Al principi de la primera temporada, Skeletor demostra un odi profundament arrelat cap al rei Randor per la seva participació en la destrucció del seu rostre i a tornar-lo el que és en aquest moment. A més ell reconeix a Evil-Lyn per salvar-li. Això gradualment es torna en odi contra He-Man per anteposar-se constantment en el seu camí. El seu riure maniàtic pogués indicar que hagi tornat boig per la pèrdua del seu rostre, alguna cosa que és esmentat en els còmics “Icons of Evil” on Kronis, qui posteriorment es converteix en el vilà Trap-Jaw, esmenta que Skeletor ja no és més el líder que una vegada va conèixer. Finalment, malgrat la seva malvolença, Skeletor ha estat conegut per humiliar-se quan la seva vida està en risc, això és comunament un intent d'obtenir avantatge abans de trair al seu “salvador”, la qual cosa és vist en algunes ocasions quan enganya a He-Man perquè baixi la guàrdia abans d'atacar-ho i escapar.
Com en el cas de tots els personatges de la sèrie de Young Productions, l'aparença de Skeletor es basa en la línia de joguines de Four Horsemen Studios per a la qual la caricatura va ser el mitjà de promoció. Skeletor és el personatge que potser va rebre el major i més extens redissenyo de la seva versió original. No obstant això, quan el seu nou disseny va ser traduït a la forma animada, els artistes de MYP li van donar una capa voluminosa, alguna cosa que ni la nova joguina ni l'encarnació original del personatge mai van tenir. Aquesta capa apareix adornada en situacions en les quals Skeletor tria emprar poderosos encants màgics. Comunament se li veu sense capa en la sèrie de 2002 quan descansa o en situacions de combat no està utilitzant de manera intensiva la màgia. Posteriorment, quan una figura exclusiva de Keldor va ser elaborada usant el cos ja utilitzat de Skeletor, una capa amovible va ser inclosa. La figura venia amb tres caps intercanviables incloent la pròpia de Keldor, la del rostre cremat per l'àcid i la final de Skeletor, aquesta figura també va ser configurada amb una capa més fidel a com es mostrava en la sèrie.
Una nota addicional és que els seus ulls brillen en vermell quan Skeletor s'enutja o desplega els seus poders màgics. Quan Hiss anava a convertir-ho en pedra va assenyalar que els seus ulls estaven tancats però Evil-Lyn va indicar que no tenia ulls.

### He-Man i els Amos de l'UniversDC Comics (2012)[calcitació]
En els còmics publicats per DC Comics, Skeletor s'aplica a prevenir a qualsevol cost que Adam recordi que ell és He-Man. La trama del còmic parteix que Skeletor aconsegueix apoderar-se del Castell Grayskull.
Skeletor està decebut que Beast Man hagi fallat a descobrir qui és Adam sense les seves habilitats. Els seus intents de netejar la seva memòria van fallar completament a esborrar el seu enteniment instintiu del combat. Skeletor li mostra clemència a Beast Man, però adverteix que el seu molest nebot morirà si no roman dins d'aquests límits. Quan Skeletor es dirigeix als seus aliats els diu que s'ha d'evitar que Adam descobreixi la seva veritable identitat. El primer a prendre acció és Trap Jaw i els seus genets els qui li tendeixen una emboscada a Adam en el desert.
Skeletor reflexiona sobre com ell havia treballat àrduament a obtenir l'espasa de He-Man, creient que aquesta era la font del seu poder. Ara sap que l'espasa és solament una intermediació amb els poders del Castell Grayskull. La convidada al seu banquet és la catatònica bruixa del Castell Grayskull la qual tracta que li dels coneixements per a accedir als poders del Castell. Quan Adam i Teela estan en un vaixell en la mar, Skeletor li envia un missatge a He-Man per a “desfer-se” del príncep Adam.
Skeletor comença a molestar-se pel fet que cap dels seus aliats ha matat a Adam. Ell no pot abandonar el Castell Grayskull per a fer el treball per si mateix perquè en cas contrari no podria tornar a entrar. Fins i tot amb tota la tortura que ha exercit contra la bruixa del Castell, Skeletor es preocupa perquè ella és la clau per a alliberar els poders del Castell.
Evil-Lyn li reporta a Skeletor que Adam i Teela, els qui havien estat presos presoners, han escapat. Quan ella remarca que l'ocell Zoar va causar que Adam caigués i trobés mitjans de fuita, Skeletor s'adona que la bruixa del Castell l'ha estat afeblint. Enfurit, trenca en la cel·la de la presonera i li exigeix conèixer en quina part de la seva ment s'havia ocultat. Ella li revela que es va amagar a simple vista en un record agradable…moment que ell rarament recorda. Prenent-la pel coll, li explica que no la necessita per a obtenir el poder de Grayskull i l'escanya, deixant caure el seu cos inert al sòl.
Al Castell de Grayskull, Skeletor ha estat informat per Beast Man que He-Man vindrà per ell, ara que ha recuperat la seva memòria, i vol preparar el castell per a un setge. Skeletor li diu a Beast Man que ho faci si vol. Després entaula una conversa amb un cap que ho ha estat assessorant al llarg de la sèrie, eventualment la llança per la finestra en un atac d'ira. Els preparatius per a l'atac sobre el castell estan llestos i Skeletor, Beast Man i Evil-Lyn contemplen el camp de batalla, enfront del castell i esperen l'arribada de He-Man. Skeletor remou màgicament la boca d'Evil-Lyn quan ella continua parlant després que havia ordenat que callés.
Després de la batalla, He-Man li diu a Teela que ell creu que Skeletor està mort, després se li veu dient-se a si mateix mentider en veu baixa. Es revela que Skeletor va sobreviure a la caiguda de l'abisme, però el seu crani ara està estavellat i trencat, amb la seva mandíbula inferior aparentment absent. Skeletor es troba a si mateix amb el cap que havia llançat, i llavors es revela que aquesta era una espècie de sequaç que animava a Skeletor a no acceptar la derrota. En les vinyetes finals es mostra que un enemic desconegut desitja la mort de Skeletor, però no està preparat encara perquè succeeixi, el qual ha estat manipulant a Skeletor al llarg de la saga.

### Masters of the Universe: Revelation(2021)
A la sèrie creada per a Netflix, l'actor Mark Hamill va posar la veu al personatge en la versió original.

## Poders i habilitats[calcitació]
Skeletor és un bruixot molt poderós amb control sobre un gran rang de poders màgics foscos, com ara l'habilitat de teletransportar, sigui a ell o uns altres, a llargues distàncies, enviar ordres telepátiques als seus sequaços, fer créixer plantes, hipnotitzar, projectar il·lusions, reflectir màgia, llançar raigs congeladors, i obrir portals entre dimensions. També posseeix un considerable coneixement científic, i es mostra que té l'habilitat de crear diverses màquines i dispositius en les sèries animades de Filmation i Les Noves Aventures. La sèrie de 2002 també ho mostra com un hàbil espadatxí, empunyant espases dobles i confrontant múltiples oponents.
Skeletor normalment va armat amb una arma màgica denominada Bàcul del caos, un ceptre llarg coronat amb el crani d'un carner, encara que a vegades se'l representa amb una bola de cristall. Skeletor pot descarregar raigs de força mística del cap del bàcul, o usar-lo com a eina per a formes més poderoses de màgia com el robatori de somnis. Skeletor també ha mostrat l'habilitat de descarregar energia del seu propi cos, com es va veure en la pel·lícula de 1987 on llança raigs des de les seves mans, i en la sèrie original en la qual projecta energia des dels seus dits. En la sèrie de 2002, els seus poders innats semblen ser més limitats. No obstant això, les seves pròpies habilitats en conjunt amb el Bàcul del caos produeixen un poder gairebé il·limitat.
En els primers minicómics, Skeletor a vegades posseïa la meitat de l'Espasa de Poder. Amb aquesta arma podia projectar energies màgiques. Fins i tot era capaç de tenir vista remota a través d'una bola de cristall. Skeletor també era retratat com un hàbil espadatxí. Com a mestre de les arts ocultes, també posseeix un gran coneixement sobre l'univers.
En totes les versions, Skeletor és extremadament enginyós i intel·ligent. També és fort encara que la seva força no és equiparable a la de He-Man. Encara que té diverses febleses, a més de la incapacitat de controlar la seva ira, i a vegades la seva arrogància representa la seva ruïna.

## Animals
Malgrat la seva actitud despietada cap als seus propis seguidors o uns altres, Skeletor mostra cert grau d'afinitat cap als animals. L'animal de companyia més constant és Panthor.
Panthor és un felí malvat, una pantera gegant porpra que serveix com a contrapart de Super Gat. Panthor és retratat com la mascota de Skeletor, té el dret al seu propi tron. No obstant això, a diferència de Super Gat, el company de He-Man, Panthor només apareix un grapat d'episodis de la sèrie original. Mentre que el seu rol també és limitat en la sèrie de 2002, el seu paper resulta no obstant això, més important que el que va exercir en versions anteriors.
En l'especial de Nadal de He-Man i She-Ra, Skeletor també mostra afinitat cap a Relay, un gos parcialment robot que és part de les màquines. Quan Hordak li dispara a Relay al final de l'episodi, Skeletor està al principi llest per a deixar a Relay darrere, en el cim d'una muntanya nevada, però decideix portar a Relay amb ell quan no pot suportar sentir-lo ploriquejar. Encara que Skeletor sembla molestar-se perquè Relay li llepa la cara, es nega al fet que Miguel o Alisha siguin els qui ho portin.
En les Noves Aventures de He-Man, Skeletor es fa amic d'una petita criatura mutant anomenada Gur. Després d'intimidar a Gur fins a sotmetre-ho, ho acaricia i decideix que li cau bé perquè la criatura és aparentment tan malvada com ell.

## Aparicions en mitjans
- Masters of the Universe: Línia de figures d'acció (1982-1987).
- He-Man and the Masters of the Universe: sèrie de televisió (1983-1985).
- Masters of the Universe: pel·lícula de 1987.
- Les Noves Aventures de He-Man: sèrie de televisió (1990).
- He-Man and the Masters of the Universe (2002): sèrie de televisió (2002-2004).
- Masters of the Universe Classics: Línia de figures d'acció (2008).
- He-Man and the Masters of the Universe (2012): Sèrie de còmics de DC comics.
- Masters of the Universe: Revelation (2021): Sèrie de Netflix.
- Chip 'n Dale Rescue Rangers: pel·lícula de 2022.